# Europese kampioenschappen zeilwagenrijden 1983
De Europese kampioenschappen zeilwagenrijden 1984 waren door de Internationale Vereniging voor Zeilwagensport (FISLY) georganiseerd kampioenschappen voor zeilwagenracers. De 21e editie van de Europese kampioenschappen vond plaats in het Ierse Newcastle. 

## Uitslagen
| klasse     | Goud              | Zilver         | Brons                       |
| ---------- | ----------------- | -------------- | --------------------------- |
| Klasse 3 ♂ | Bertrand Lambert  | Francis Lhoyer | Hans Werner Eickstädt       |
| Klasse 3 ♀ | Goede Suster Wulf | Sylvie Fajou   | Véronique Ribaud de Gineste |
| Klasse 5 ♂ | Tadeg Normand     | Mark White     | Daniel Vaillant             |
| Klasse 5 ♀ | Petra Brinkmann   | Haley Thompson | Rosemary Allen              |

1963 ·
1964 ·
1965 ·
1966 ·
1967 ·
1968 ·
1969 ·
1970 ·
1971 ·
1972 ·
1973 ·
1974 ·
1975 ·
1976 ·
1977 ·
1978 ·
1979 ·
1980 ·
1981 ·
1982 ·
1983 ·
1984 ·
1985 ·
1986 ·
1987 ·
1988 ·
1989 ·
1990 ·
1991 ·
1992 ·
1993 ·
1994 ·
1995 ·
1996 ·
1997 ·
1998 ·
1999 ·
2000 ·
2001 ·
2002 ·
2003 ·
2004 ·
2005 ·
2006 ·
2007 ·
2009 ·
2010 ·
2011 ·
2013 ·
2015 ·
2016 ·
2017 ·
2019 ·
2020 ·